# Arcadia (Florida)
Arcadia è una città degli Stati Uniti d'America, nella contea di DeSoto, nello Stato della Florida.